# Батл-Маунтин

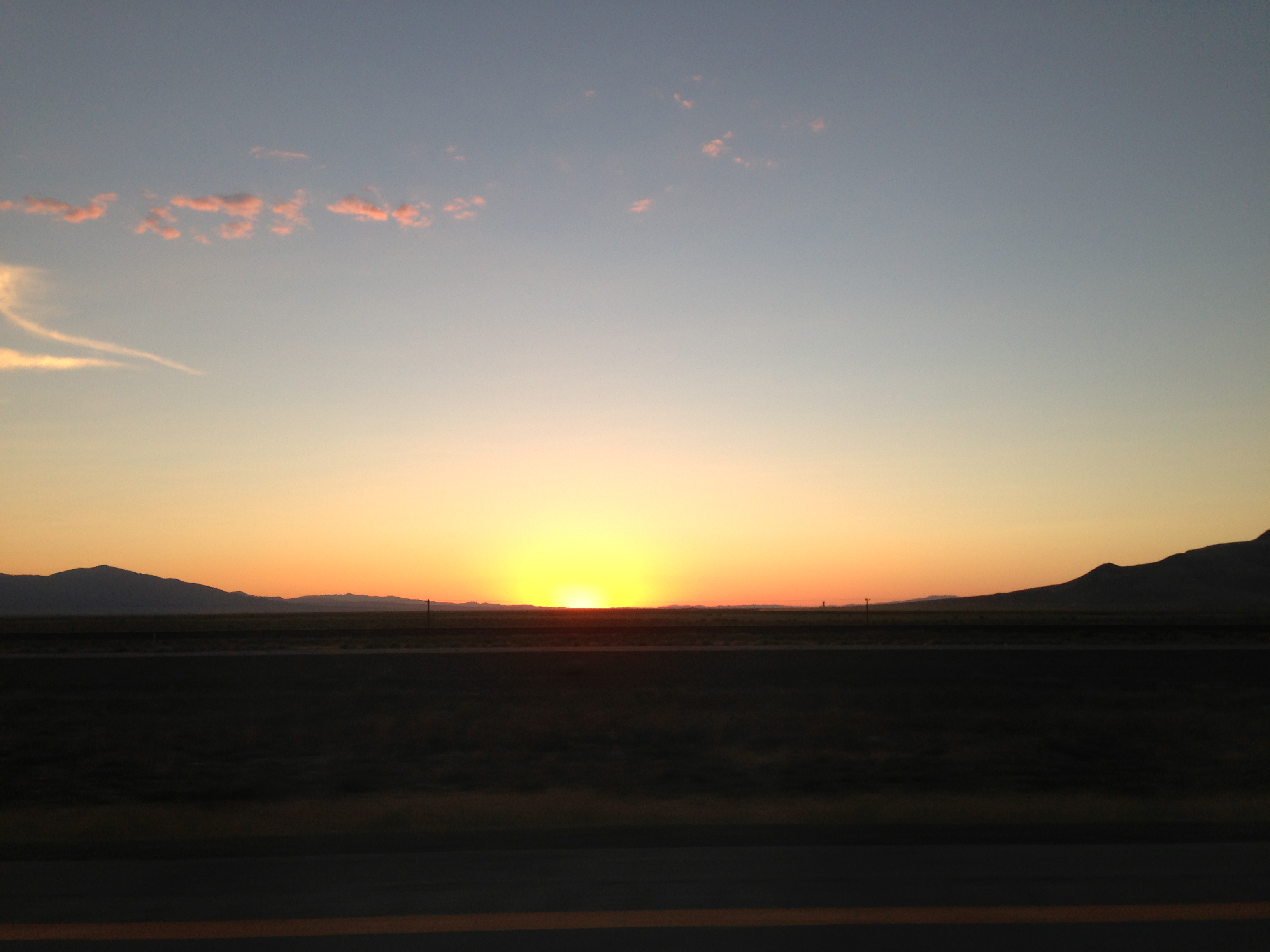
Рассвет близ резервации

Батл-Маунтин (англ. Battle Mountain Reservation) — индейская колония, расположенная в северо-центральной части штата Невада, США.

## История
Район Батл-Маунтин был пограничной областью между западными шошонами и северными пайютами. Шошоны называли эту территорию Тономудза. В этом районе жило несколько групп западных шошонов, которые охотились на кроликов и антилоп. В середине XIX век в этом районе появились белые поселенцы, которые вскоре захватили плодородные земли вдоль реки Гумбольдт и ее притоков.
После строительства трансконтинентальной железной дороги был основан город Батл-Маунтин. После 1880-х годов западные шошоны продолжали жить на окраине города, а некоторые нашли работу на ранчо поселенцев. 18 июня 1917 года указом президента США Вудро Уилсоном была создана резервация (колония) Батл-Маунтин. Первоначальная площадь резервации составляла 677,05 акра, актом Конгресса от 21 августа 1967 года к землям колонии было добавлено ещё 6,25 акра.

## География
Резервация расположена в округе Ландер, штат Невада, в западной части города Батл-Маунтин. Она состоит из двух отдельных земельных участков. Общая площадь резервации, включая трастовые земли (0,006 км²), составляет 2,734 км². Административным центром резервации является город Батл-Маунтин.

## Демография
По данным федеральной переписи населения 2010 года, в резервации проживало 148 человек. Согласно федеральной переписи населения 2020 года в резервации проживало 142 человека, насчитывалось 66 домашних хозяйств и 65 жилых домов. Средний возраст, проживающих в резервации, составлял 29,7 лет. Около 38,8 % всего населения находились за чертой бедности, в том числе 41,1 % тех, кому ещё не исполнилось 18 лет, и 37,5 % старше 65 лет.
Расовый состав распределился следующим образом: белые — 10 чел., афроамериканцы — 0 чел., коренные американцы (индейцы США) — 120 чел., азиаты — 0 чел., океанийцы — 1 чел., представители других рас — 2 чел., представители двух или более рас — 9 человек; испаноязычные или латиноамериканцы любой расы составили 29 человек. Плотность населения составляла 51,9 чел./км².